# Economia Bangladeshului
Bangladesh a experimentat o notabilă creștere de la independență în 1971. Înainte, majoritatea exporturilor se bazau pe industria de iută. Această industrie a începută să cadă când produsele de polipropilenă au început să câștige popularitate față de produsele din iută. În cel PIB per capita Bangladesh a experimentat o spectaculară creștere economică de  57% în anii 70, descinzând la un 29% -n/în cei 80 și ajungând la cel 24% în anii 90.
Din anul 1971, țara a primit 30 de miliarde de dolari, iar 15 au fost deja plătite. Cei mai mari donatori sunt Banca Mondială, Banca Asiatică de dezvoltare, programul de dezvoltare al Națiunilor Unite, Statele Unite ale Americii, Japonia, Arabia Saudită și Europa de Est. Cu aproape jumătate din populația sub pragul sărăciei, Bangladesh a ratei sărăciei mai înalte din Asia de Sud-Est și al treilea în lume, în spatele în India și China. Ca și alte țări în aceeași dezvoltare, Bangladesh siuación arratre un deficit fiscal mare, și mari deficiențe în calitate de servicii sociale.

## Agricultură
Majoritatea  populației de Bangladesh trăiește  agriculturii. În pofida orezului și  iutei fie cultivărilor cele principale, porumbului și cei leguminoasă trebui asumat mare importanță. Datorită irigației mult agricultori trebui substituit cultivările lor tradițional prin porumbul, mai utilizat pentru a alimenta păsări de fermă.